# Chrysalide
Pour les articles homonymes, voir Chrysalide (homonymie).
Pour un article plus général, voir Nymphe (biologie).

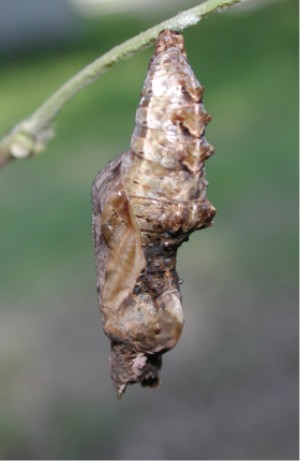
Les chrysalides (ici Agraulis vanillae) ont souvent une livrée permettant un camouflage qui les protège de la prédation.

La chrysalide est la nymphe des lépidoptères, c'est-à-dire le stade de développement intermédiaire entre leur larve (appelée chenille) et leur imago (stade adulte, appelé papillon).
Le stade de chrysalide caractérise le fait que les lépidoptères sont des insectes holométaboles, c'est-à-dire à métamorphose complète. Durant ce stade, le lépidoptère ne peut se déplacer ni se nourrir, et la structure de son corps se réorganise en profondeur pour passer de la chenille, stade de croissance, au papillon, stade ailé voué à la reproduction.
La dernière mue de la chenille, par laquelle elle se transforme en chrysalide, est appelée « nymphose », tandis que la mue de la chrysalide en papillon est appelée « mue imaginale » ou « émergence » (à ne pas confondre avec l'éclosion qui désigne le passage du stade d'œuf à celui de chenille). Chez certaines espèces, la chrysalide est protégée par un cocon.

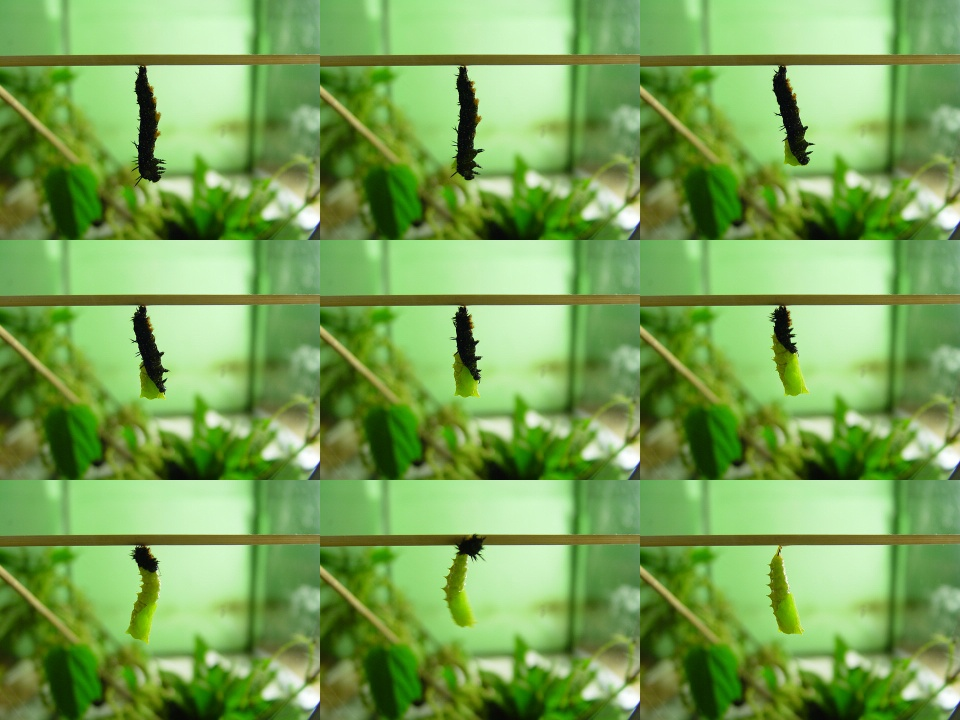
Nymphose (c'est-à-dire formation de la chrysalide) d'un Paon-du-jour (Aglais io). Chaque étape dure 60 secondes.